# Posthodiplostomum
Posthodiplostomum ist eine weit verbreitete Gattung der Saugwürmer, die im Dünndarm fischfressender Vögel parasitiert. Die Gattung hat wirtschaftliche Bedeutung vor allem durch den Befall von Fischen, die als zweiter Zwischenwirt von deren Metazerkarien befallen werden. Diese werden in Fischorganen auch als white grub (‚weiße Made‘) bezeichnet und sind einer der Auslöser der Schwarzfleckenkrankheit.

## Merkmale
Posthodiplostomum-Arten sind haben einen zweigeteilten Körper. Der Vorderkörper (Prosoma) ist flach oder konkav, oval, manchmal länglich und zungen- oder lanzettförmig. Der Hinterkörper (Opisthosoma) ist oval oder keulenförmig bis zylindrisch. Pseudosaugnäpfe sind nicht ausgebildet. Das tribozytische Organ ist oval oder fast rund, mit einer Öffnung als medianer Schlitz. Mund- und Bauchsaugnapf sind vorhanden, ersterer häufig schwach entwickelt. Der Pharynx ist klein. Die beiden Hoden liegen hintereinander. Der hintere Hoden ist größer, zweilappig und nieren- oder herzförmig. Das Ovar ist ellipsoidal oder oval und liegt vor den Hoden, gegenüber dem vorderen oder zwischen den Hoden. Der Dotterstock (Vitellarium) liegt in Vorder- und Hinterkörper. Die Begattungstasche kann ausgestülpt werden und hat eine terminale oder subterminale Öffnung. Ein Genitalkonus ist meist vorhanden und von einem Präputium umgeben, welches den gemeinsamen Geschlechtsgang einschließt. Letzterer entsteht aus der Vereinigung von Uterus und Ejakulationsgang. Eine Ejakulationstasche fehlt meistens, der terminale Abschnitt des Samenbläschens kann aber sackähnlich sein. Die Unterscheidung zu anderen Diplostomatidae anhand morphologischer Merkmale ist schwierig. Die Lage des Ovars vor oder nahe dem vorderen Hoden wird als Unterscheidungsmerkmal zu Mesoophorodiplostomum herangezogen. Allerdings kann bei unreifen Exemplaren einiger Arten das Ovar auch zwischen den Hoden liegen. Die Lage des Ovars in Bezug zu den Hoden eignet sich daher nicht, ebenso wenig die ebenfalls als Unterscheidungskriterium vorgeschlagene Gewebslokalisation der Metazerkarien in den Fischen.

## Arten
Die Global Biodiversity Information Facility listet 36 Arten (Stand 2024)
- Posthodiplostomum anterovarium (Dronen, 1985)
- Posthodiplostomum australe Dubois, 1937
- Posthodiplostomum biellipticum Dubois, 1958
- Posthodiplostomum botauri Vidyarthi, 1938
- Posthodiplostomum brevicaudatum (von Nordmann, 1832)
- Posthodiplostomum centrarchi Hoffman, 1958
- Posthodiplostomum cuticola (von Nordmann, 1832)
- Posthodiplostomum erickgreenei Achatz, Chermak, Cromwell & Tkach, 2021
- Posthodiplostomum eurypygae Achatz, Chermak, Bell, Fecchio & Tkach, 2021
- Posthodiplostomum giganteum Dubois, 1988
- Posthodiplostomum grande (Diesing, 1850)
- Posthodiplostomum grayii (Verma, 1936)
- Posthodiplostomum huesingi Odening, 1962
- Posthodiplostomum ixobrychi (Lung, 1966)
- Posthodiplostomum kinselli Achatz, Chermak, Martens, Pulis & Tkach, 2021
- Posthodiplostomum larai (Refuerzo & Garcia, 1937)
- Posthodiplostomum linguaeforme Pearson & Dubois, 1985
- Posthodiplostomum macrocotyle Dubois, 1937
- Posthodiplostomum mehtai Gupta & Mishra, 1974
- Posthodiplostomum microsicya Dubois, 1936
- Posthodiplostomum mignum Boero, Led & Brandetti, 1972
- Posthodiplostomum milvi Fotedar & Bambroo, 1965
- Posthodiplostomum minimum (MacCallum, 1921)
- Posthodiplostomum nanum Dubois, 1937
- Posthodiplostomum obesum (Lutz, 1928)
- Posthodiplostomum oblongum Dubois, 1937
- Posthodiplostomum opisthosicya Dubois, 1969
- Posthodiplostomum orchilongum Noble, 1936
- Posthodiplostomum pacificum Achatz, Chermak, Kent & Tkach, 2021
- Posthodiplostomum podicipitis (Yamaguti, 1939)
- Posthodiplostomum pricei (Krull, 1934)
- Posthodiplostomum prosostomum Dubois & Rausch, 1948
- Posthodiplostomum ptychocheilus (Faust, 1917)
- Posthodiplostomum recurvirostrae Achatz, Chermak & Tkach, 2021
- Posthodiplostomum scardinii (Shulman, 1952)
- Posthodiplostomum skrjabini Sadychov, 1967

Obsolete Synonyme der Gattung sind Choanouvulifer Lung, 1966, Mesoophorodiplostomum Dubois, 1936, Omithodiplostomum Dubois, 1936 und Prolobodiplostomum Baer, 1959.